# Tipula (Lunatipula) mariposa
Tipula (Lunatipula) mariposa is een tweevleugelige uit de familie langpootmuggen (Tipulidae). De soort komt voor in het Nearctisch gebied.